# Justice League: Crisis on Two Earths
Justice League: Crisis on Two Earths (bra: Liga da Justiça: Crise em Duas Terras) é um filme de animação norte-americano de 2010, lançado direto para vídeo. É baseado no projeto abandonado Justice League: Worlds Collide, pensado para ser uma ponte entre a série de TV da Liga da Justiça (2001-2004) e Liga da Justiça Sem Limites (2004-2006). A mudança foi causada por não haver pessoal suficiente para produzir um programa de TV e um filme simultaneamente. No enredo de Crise em Duas Terras foram removidas as referências a continuidade das séries de TV.
O enredo de Crise em Duas Terras tem como premissa a história em quadrinhos de 1964 escrita por Gardner Fox para as revistas Justice League of America #29–30 com o título de "Crise na Terra-3", além de graphic novel de 2000 de autoria de Grant Morrison chamada JLA: Earth 2. Nessas aventuras aparece um heróico Lex Luthor vindo de um universo alternativo e que pede ajuda a Liga da Justiça para enfrentar o Sindicato do Crime da América.
É a sétima produção da linha de filmes de animação da DC Comics realizada pela parceria da Warner Premiere e Warner Bros. Animation. Por não seguir a continuidade do universo animado DC, não há conexão com Justice League: The New Frontier (2008).
O lançamento original inclui uma animação curta com o Espectro além de "A Better World (Um mundo melhor)", dois episódios de 2003 da série de TV da Liga da Justiça, na qual o grupo enfrenta os Lordes da Justiça (Justice Lords).

## Sinopse
A história começa numa Terra Paralela, quando versões heróicas de Lex Luthor e Coringa (chamada de O Bobo) invadem a base secreta do Sindicato do Crime da América e roubam um dispositivo detonador chamado "gatilho quântico". O Bobo acaba se sacrificando ao ser encurralado pelos vilões J'edd J'arkus (uma versão do Caçador de Marte) e Angelique (uma versão da Moça Gavião). Lex Luthor consegue fugir para a Terra original, onde pede ajuda a Liga da Justiça.
Os heróis da Terra aceitam ajudar e acompanham Lex de volta a Terra Paralela, menos Batman, que fica para cuidar do Satélite da Liga.
A Liga de Justiça se defronta contra suas versões malignas enquanto o Presidente dos Estados Unidos, Slade Wilson, reluta em enfrentar os vilões pois não quer usar armas nucleares contra eles. Isso também faz com que o Sindicato do Crime não o tire do poder. Mas eles tem um plano: o Coruja (versão criminosa do Batman) está a construir uma bomba com a qual o Sindicato do Crime pretende forçar a saída do presidente. Mas os criminosos não sabem que o Coruja possui seus próprios planos e que podem por a humanidade em perigo mortal e caberá a Batman impedi-lo.

## Elenco
| Vozes                | Personagem                                       |
| -------------------- | ------------------------------------------------ |
| Mark Harmon          | Kal-El / Superman                                |
| Vanessa Marshall     | Princesa Diana, de Themyscira / Mulher-Maravilha |
| James Woods          | Coruja                                           |
| Chris Noth           | Lex Luthor                                       |
| William Baldwin      | Bruce Wayne / Batman                             |
| Gina Torres          | Super-Mulher[carece de fontes?]                  |
| Bruce Davison        | Presidente dos Estados Unidos Slade Wilson       |
| Nolan North          | Lanterna Verde Anel Energético (não creditado)   |
| Jonathan Adams       | J'ohn J'onhns / Caçador de Marte                 |
| Josh Keaton          | Flash Aquaman (não creditado)[carece de fontes?] |
| Brian Bloom          | Ultraman[carece de fontes?]                      |
| James Patrick Stuart | Johnny Quick Coringa (não creditado)             |
| Freddi Rogers        | Rose Wilson                                      |
| Carlos Alazraqui     | Vibro Agente do Serviço Secreto (não creditado)  |
| Richard Green        | Jimmy Olsen                                      |
| Jim Meskimen         | Capitão Super Arqueiro Verde (não creditado)     |
| Andrea Romano        | Computador da Torre Repórter (não creditado)     |
| Bruce Timm           | Tio Super Capitão Super Jr. (não creditado)      |
| Kari Wuhrer          | Looker Canário Negro (não creditado)             |
| Cedric Yarbrough     | Nuclear (Jason Rusch) Raio Negro (não creditado) |

## Trilha sonora
1. "Break In" (3:13)
2. "Finish What the Jester Started / Main Title" (3:24)
3. "Only Surviving Member / Police Station / Of Course We'll Help" (3:09)
4. "Headquarters Battle" (4:07)
5. "Battle in the Sky" (3:59)
6. "QED Monologue / Crime Syndicate / Made Men / Flash and Jon Shipyard Battle" (4:53)
7. "Sup and Lex Fight Jimmy and Ultraman" (3:07)
8. "Owlman Multiverse Monologue / President Office Monologue" (2:25)
9. "Rose Garden and Ultraman Intimidation / Superwoman Toys with Bats / Batman Pissed at Luthor / Sniper Red Archer / Owlman Gets Quantum Trigger" (4:31)
10. "Perimeter Breach Watchtower" (5:10)
11. "Rose and Jon Mindmeld / Owlman's End / Batman Owlman Fight" (4:44)
12. "Moonbase Intro / Is This Just a Little Too Easy / Moonbase Battle" (6:25)
13. "Teleport" (3:10)
14. "Jon Says Goodbye / Johnny Burns Out / Cavalry" (3:37)
15. "Ending / End Credits" (4:04)